# Boudjemaa Talai
Boudjemaa Talai, né le 17 mai 1952 à Chefia, mort le 6 août 2022 à l'hôpital Mustapha Pacha à Alger, est un homme politique algérien. Il est notamment ministre des Transports du 14 mai 2015 au 25 mai 2017.
Il a étudié à l'université d'Annaba, où il a obtenu en 1978 un diplôme d'ingénieur civil avec une spécialisation dans les matériaux de construction. De 1980 à 1984, Talai a étudié à l'université de Karlsruhe, en Allemagne de l'Ouest, grâce à une bourse d'études, et a obtenu un certificat d'études supérieures en infrastructures de construction,
Dans le contexte des manifestations de 2019 en Algérie, il est arrêté le 23 septembre. Dans le cadre de l'affaire Haddad, il est condamné à trois ans d'emprisonnement pour corruption et, le 1er juin 2022, à deux ans de prison dans l'affaire dite « du groupe Metidji ». Il meurt le 6 août 2022 à l'hôpital Mustapha Pacha à Alger, peu après avoir purgé sa peine.